# Trace Adkins
Trace Adkins, all'anagrafe Tracy Darrell Adkins (Sarepta, 13 gennaio 1962), è un cantautore e attore statunitense.
Nominato tre volte ai Grammy Award e premiato con tre Academy of Country Music Awards, ha pubblicato dodici album in studio e sei raccolte, esordendo quattordici volte nella US Top Country Albums, con quattro prime posizioni, vendendo oltre 10 milioni di album negli Stati Uniti.
Ha pubblicato numerosi singoli di successo, tra cui quattro canzoni che hanno raggiunto la prima posizione della US Hot Country Songs: (This Ain't) No Thinkin' Thing (1997), Ladies Love Country Boys (2007), You're Gonna Miss This (2008) e Hillbilly Bone (2010) con Blake Shelton. Ha collaborato con numerosi artisti come Colbie Caillat, Ronnie Milsap, Gene Watson, Meat Loaf e Joe Diffie.

## Biografia
Adkins cresce a Sarepta, in Louisiana. Iniziato in giovane età dal padre alla chitarra, la sua predisposizione alla musica lo porta ad unirsi ad un gruppo gospel di nome The New Commitments quando ancora frequenta le scuole superiori. Più tardi Trace studia alla Louisiana Tech University, dove gioca anche a football. Dopo un periodo speso a lavorare nel campo delle estrazioni petrolifere durante il quale rischia di perdere un dito della mano sinistra, all'inizio degli anni novanta Adkins comincia la sua carriera di cantante professionista impegnandosi negli honky-tonk bar nelle vicinanze di Nashville (Tennessee).

### Musica
Il primo singolo di Adkins, There's a Girl in Texas, uscito nel 1996, raggiunge la top 20 del Billboard Hot Country Singles & Tracks. A questo folgorante debutto segue il primo album, Dreamin' Out Loud, più tardi nello stesso anno. Questo album lo porta al successo con numerose hit, tra cui (This Ain't) No Thinkin' Thing, la prima delle sue canzoni a raggiungere il primo posto nelle classifiche. Il suo secondo album, Big Time, non ottiene lo stesso sprizzante risultato, pur guadagnando un quinto posto in classifica.
Quello che segue è un crescendo di successo, abilità e qualità, che porta Trace ad essere uno dei cantanti country più noti. Nel 2001 pubblica Chrome, primo album a raggiungere la Top Five americana della classifica degli album. Nel 2008 Trace Adkins presenta il suo nuovo singolo, Muddy Water, diamante del futuro album in uscita il 25 novembre. Nel 2008 Adkins ha cantato l'inno nazionale alla 2008 Republican National Convention e apparirà nel film An American Carol.

### Cinema
Il suo debutto nel cinema è avvenuto nel 1987 in Square Dance - Ritorno a casa, arrivando nel corso degli anni a recitare in numerosi film, tra cui The Lincoln Lawyer, Wyatt Earp - La leggenda, Deepwater - Inferno sull'oceano e Una canzone per mio padre. Inoltre è apparso numerose volte in televisione negli show Hollywood Squares, Pyramid e The Celebrity Apprentice, oltre a recitare in alcune serie televisive.

## Discografia

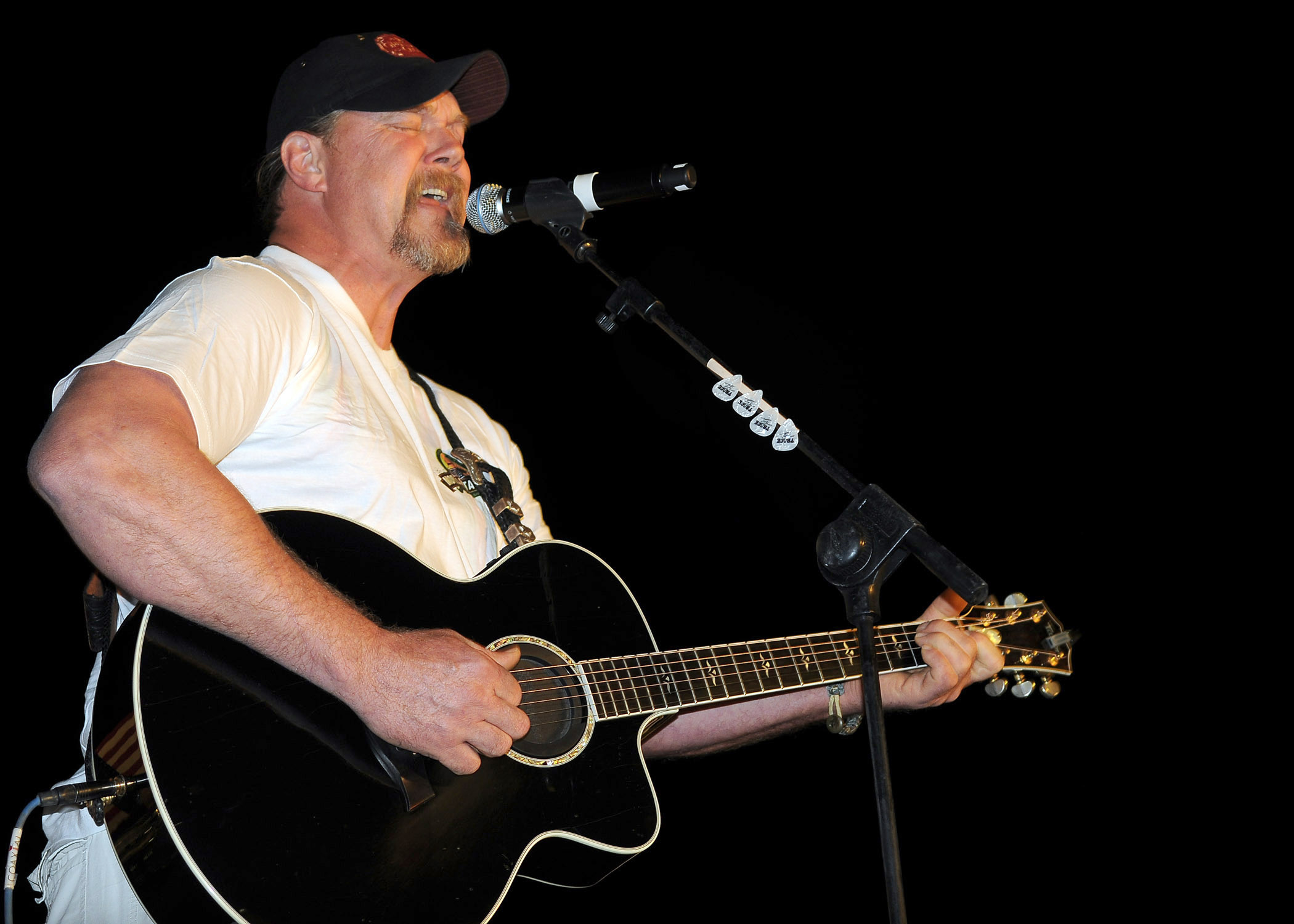
Trace Adkins in una performance.

### Album in studio
- 1996 - Dreamin' Out Loud
- 1997 - Big Time
- 1999 - More...
- 2001 - Chrome
- 2003 - Comin' On Strong
- 2005 - Songs About Me
- 2006 - Dangerous Man
- 2008 - X
- 2010 - Cowboy's Back in Town
- 2011 - Proud to Be Here
- 2013 - Love Will...
- 2017 - Something's Going On

### Raccolte
- 2003 - Greatest Hits Collection, Vol. 1
- 2007 - American Man: Greatest Hits Volume II
- 2010 - The Definitive Greatest Hits: 'Til the Last Shot's Fired
- 2012 - 10 Great Songs
- 2013 - Icon
- 2014 - 10 Great Songs: 20th Century Masters:The Millennium Collection

### Extended Play
- 2020 - Ain’t That Kind of Cowboy

## Filmografia parziale

### Cinema
- Square Dance - Ritorno a casa (Square Dance), regia di Daniel Petrie (1987)
- Trailer Park of Terror, regia di Steven Goldmann (2008)
- An American Carol, regia di David Zucker (2008)
- Lifted, regia di Lexi Alexander (2010)
- The Lincoln Lawyer, regia di Brad Furman (2011)
- Wyatt Earp - La leggenda (Wyatt Earp's Revenge ), regia di Michael Feifer (2012)
- Don't Let Me Go, regia di Giorgio Serafini (2013)
- Mamma che notte! (Mom's Night Out) , regia di Andrew Erwin e Jon Erwin (2014)
- Traded, regia di Timothy Woodward Jr. (2016)
- Deepwater - Inferno sull'oceano (Deepwater Horizon), regia di Peter Berg (2016)
- Assalto alla diligenza - La vera storia di Texas Jack (Stagecoach: The Texas Jack Story), regia di Terry Miles (2016)
- Hickok, regia di Timothy Woodward Jr. (2017)
- Una canzone per mio padre (I Can Only Imagine ), regia di Andrew e Jon Erwin (2018)
- The Outsider, regia di Timothy Woodward Jr. (2019)
- Bennett's War, regia di Alex Ranarivelo (2019)
- Badland, regia di Justin Lee (2019)
- Old Henry, regia di Potsy Ponciroli (2021)
- 13 minuti, regia di Lindsay Gossling (2021)
- Cavallerizzi disperati (Desperate Riders), regia di Michael Feifer (2021)

### Televisione
- Hollywood Squares – programma TV, 10 puntate (2003-2004)
- American Dad! – serie animata, episodio 7x08 (2012) – voce
- King of the Hill – serie animata, 4 episodi (2013-2015, 2017) – voce
- My Name Is Earl – serie TV, episodio 1x01 (2005)
- Extreme Makeover: Home Edition – programma TV, puntate 4x17-7x04 (2007, 2009)
- To Appomattox – miniserie TV, 4 puntate (2015)
- The Night Shift – serie TV, episodio 2x12 (2015)
- Moonbeam City – serie animata, episodio 1x05 (2015) – voce
- Monarch - La musica è un affare di famiglia (Monarch) – serie TV, 11 episodi (2022)

## Premi
- 1996 ACM Top New Male Vocalist
- 2008 CMT Male Video of the Year "I Got My Game On"